# Jan Mikuláš Hampel
Jan Mikuláš Hampel, též Hampl (??? - 1694) byl pražský tiskař barokní doby. V knihtiskařském řemeslu se zdkonalil jako faktor pražské jezuitské tiskárny v letech 1675-1677. Jeho samostatná tiskařská činnost je doložena v letech 1684 až 1694 a svou oficínu (dílnu) měl "poblíž Panny Marie Sněžné", tedy dnešního Jungmannova náměstí v Praze-Novém Městě.
Po smrti Jana Mikuláše v roce 1694 jeho tiskárnu vedla vdova po něm - Anna Voršila Hamplová (činná v letech 1706-1710) a pod jménem svého zakladatele tiskárna fungovala až do roku 1713, lidově zvána Hampelička. Měli spolu dceru Annu Zuzanu († po 1713).